# Rue François-Villon
La rue François-Villon est une voie du 15e arrondissement de Paris, en France.

## Situation et accès
La rue François-Villon est une voie publique située dans le 15e arrondissement de Paris. Elle débute au 2, rue d'Alleray et se termine au 5, rue Victor-Duruy.

La rue vue depuis la rue de l'Abbé-Groult
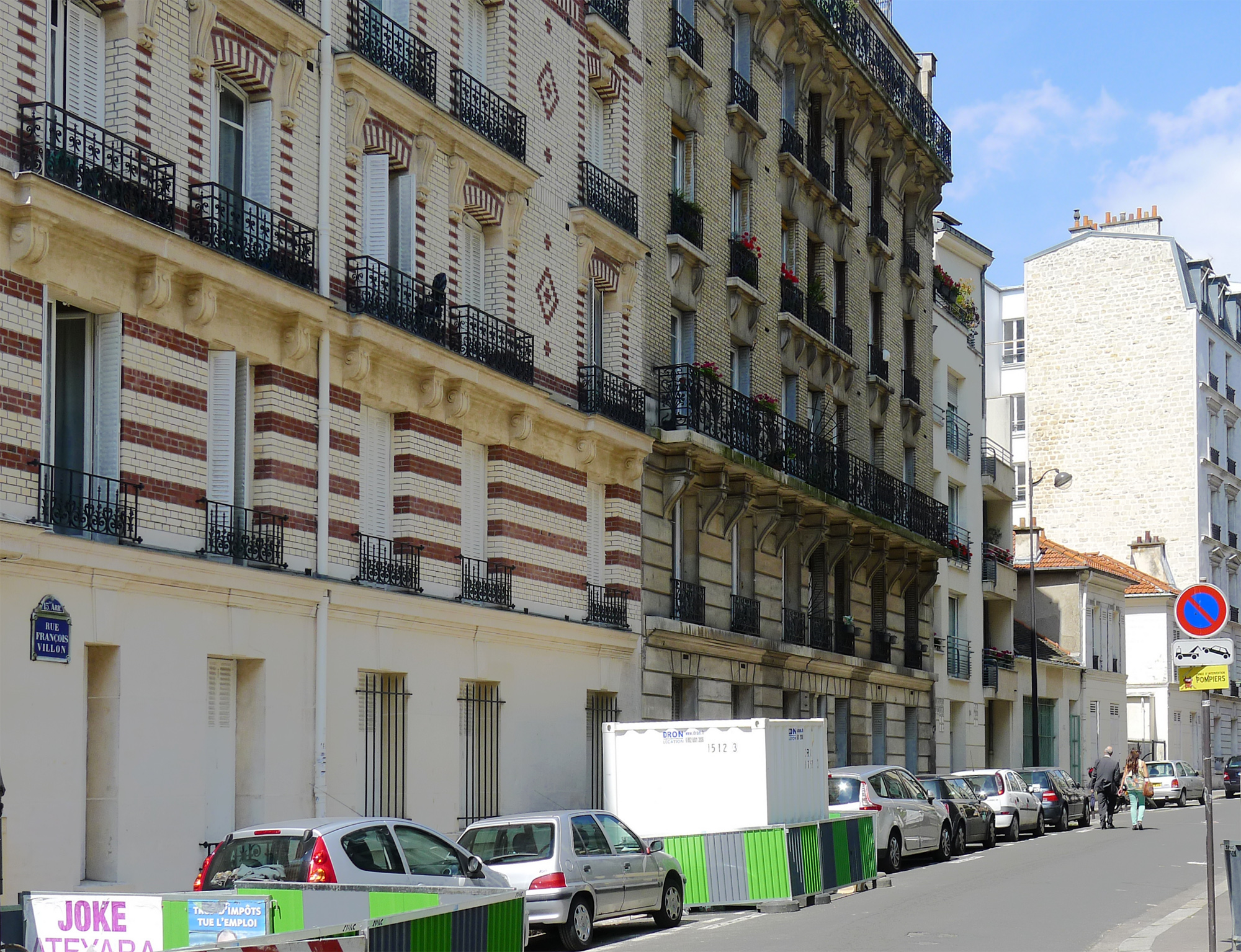
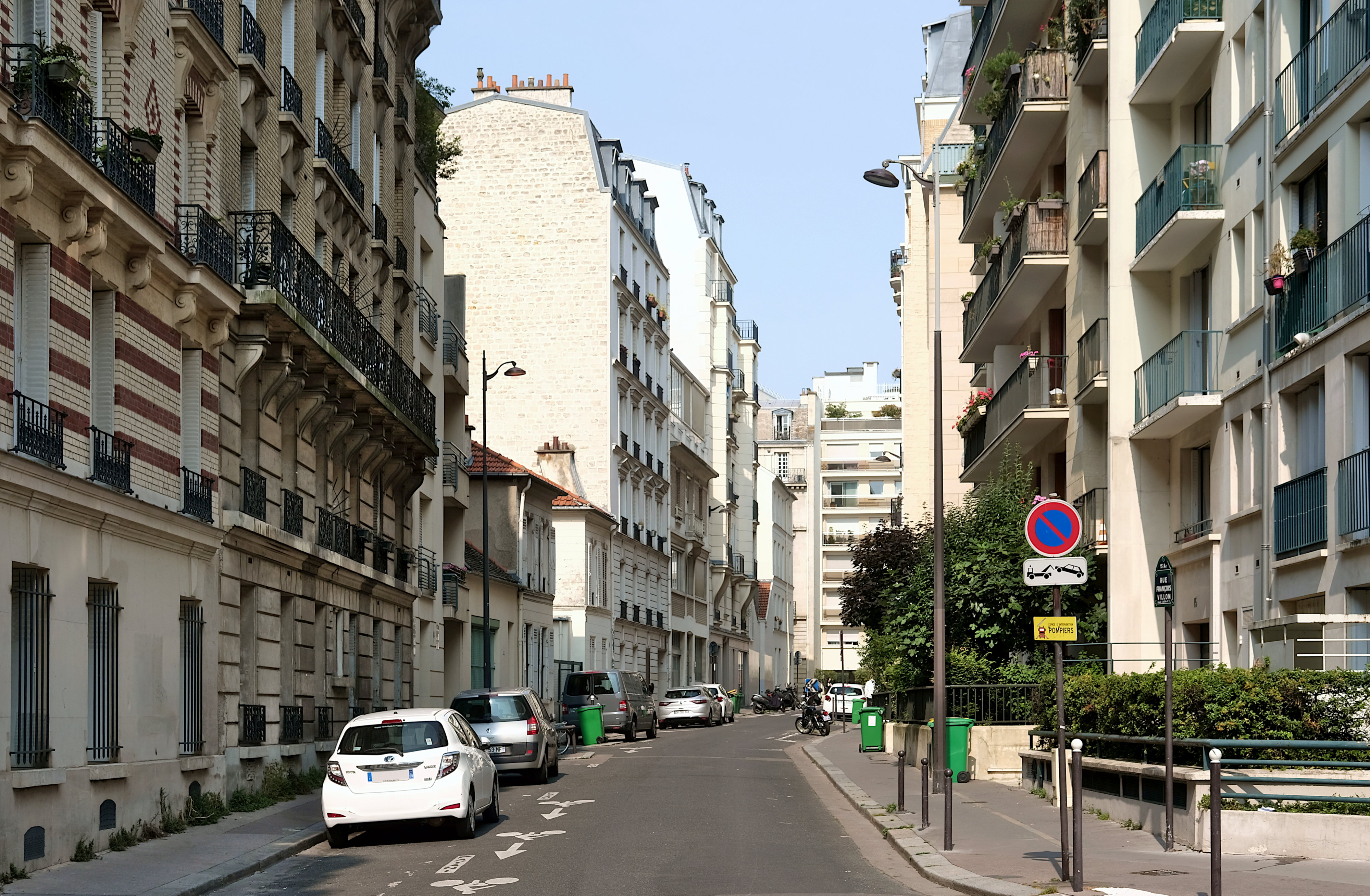

## Origine du nom
Elle porte le nom du poète du XVe siècle, François Villon (1431-1463).

## Historique
Cette voie est détachée de la rue Olivier-de-Serres et prend son nom actuel en 1897. 